# Guy Muya
Guy Muya (Kinshasa, 23 maggio 1983) è un allenatore di pallacanestro, ex cestista e dirigente sportivo della Repubblica Democratica del Congo con cittadinanza belga.

## Carriera
Con il Belgio ha disputato due edizioni dei Campionati europei (2011, 2013).

## Palmarès

### Giocatore
- Campionato belga: 1

Ostenda: 2014-15
- Supercoppa del Belgio: 2

Liegi: 2009
Ostenda: 2015